# خط طول 73° غرب
خط طول 73° غرب هو أحد خطوط الطول الجغرافية، والتي تمتد من القطب الشمالي الجغرافي إلى القطب الجنوبي الجغرافي، وحسب التحويل الزمني يتأخر خط طول 73° غرب عن خط غرينتش بـ4 ساعات و52 دقيقة.

## من القطب إلى القطب
ينطلق خط طول 73° غرب من القطب الشمالي نحو القطب الجنوبي مرورا بالمناطق التي ترد في الجدول التالي:
| الإحداثيات                         | البلد أو الإقليم أو البحر     | ملاحظات |
| ---------------------------------- | ----------------------------- | --- |
| 90°0′N 73°0′W / 90.000°N 73.000°W  | المحيط المتجمد الشمالي        | |
| 83°4′N 73°0′W / 83.067°N 73.000°W  | كندا                          | نونافوت – جزيرة إليسمير |
| 79°45′N 73°0′W / 79.750°N 73.000°W | مضيق ناريس                    | |
| 78°11′N 73°0′W / 78.183°N 73.000°W | جرينلاند                      | Sutherland Island |
| 78°9′N 73°0′W / 78.150°N 73.000°W  | خليج بافن                     | مرورا بغرب Hakluyt Island, جرينلاند (في 77°26′N 72°48′W / 77.433°N 72.800°W) · مرورا عبر the Carey Islands, جرينلاند (في 76°42′N 72°48′W / 76.700°N 72.800°W)                             |
| 71°26′N 73°0′W / 71.433°N 73.000°W | كندا                          | نونافوت – Dexterity Island, جزيرة ادامز و بافن (جزيرة) |
| 68°13′N 73°0′W / 68.217°N 73.000°W | حوض فوكس                      | |
| 66°43′N 73°0′W / 66.717°N 73.000°W | كندا                          | نونافوت – بافن (جزيرة) |
| 64°5′N 73°0′W / 64.083°N 73.000°W  | مضيق هدسون                    | |
| 62°11′N 73°0′W / 62.183°N 73.000°W | كندا                          | كيبك |
| 45°1′N 73°0′W / 45.017°N 73.000°W  | الولايات المتحدة              | فيرمونت ماساتشوستس – من 42°44′N 73°0′W / 42.733°N 73.000°W كونيتيكت – من 42°2′N 73°0′W / 42.033°N 73.000°W                                                                                |
| 41°13′N 73°0′W / 41.217°N 73.000°W | لونغ آيلاند ساوند [لغات أخرى]‏ | |
| 40°58′N 73°0′W / 40.967°N 73.000°W | الولايات المتحدة              | نيويورك (ولاية) – لونغ آيلند |
| 40°41′N 73°0′W / 40.683°N 73.000°W | المحيط الأطلسي                | |
| 22°25′N 73°0′W / 22.417°N 73.000°W | جزر البهاما                   | جزيرة ماياغوانا [لغات أخرى]‏ |
| 22°22′N 73°0′W / 22.367°N 73.000°W | المحيط الأطلسي                | |
| 21°33′N 73°0′W / 21.550°N 73.000°W | جزر البهاما                   | جزيرة إيناغوا [لغات أخرى]‏ |
| 21°27′N 73°0′W / 21.450°N 73.000°W | المحيط الأطلسي                | مرورا بشرق the جزيرة إيناغوا [لغات أخرى]‏, جزر البهاما (في 21°18′N 73°0′W / 21.300°N 73.000°W) · مرورا بغرب the جزيرة جزيرة السلاحف (هايتي), هايتي (في 20°3′N 72°58′W / 20.050°N 72.967°W) |
| 19°55′N 73°0′W / 19.917°N 73.000°W | هايتي                         | جزيرة هيسبانيولا |
| 19°36′N 73°0′W / 19.600°N 73.000°W | البحر الكاريبي                | Gulf of Gonâve |
| 18°54′N 73°0′W / 18.900°N 73.000°W | هايتي                         | جزيرة غوناف |
| 18°45′N 73°0′W / 18.750°N 73.000°W | البحر الكاريبي                | Gulf of Gonâve |
| 18°28′N 73°0′W / 18.467°N 73.000°W | هايتي                         | جزيرة هيسبانيولا – Tiburon Peninsula |
| 18°11′N 73°0′W / 18.183°N 73.000°W | البحر الكاريبي                | |
| 11°30′N 73°0′W / 11.500°N 73.000°W | كولومبيا                      | |
| 9°46′N 73°0′W / 9.767°N 73.000°W   | فنزويلا                       | |
| 9°17′N 73°0′W / 9.283°N 73.000°W   | كولومبيا                      | |
| 2°23′S 73°0′W / 2.383°S 73.000°W   | بيرو                          | |
| 5°44′S 73°0′W / 5.733°S 73.000°W   | البرازيل                      | الأمازون (ولاية) Acre – من 7°28′S 73°0′W / 7.467°S 73.000°W |
| 8°56′S 73°0′W / 8.933°S 73.000°W   | بيرو                          | |
| 9°10′S 73°0′W / 9.167°S 73.000°W   | البرازيل                      | أكر |
| 9°25′S 73°0′W / 9.417°S 73.000°W   | بيرو                          | |
| 16°31′S 73°0′W / 16.517°S 73.000°W | المحيط الهادئ                 | |
| 36°44′S 73°0′W / 36.733°S 73.000°W | تشيلي                         | مرورا بشرق كونثبثيون (تشيلي) |
| 41°30′S 73°0′W / 41.500°S 73.000°W | Gulf of Ancud                 | |
| 42°15′S 73°0′W / 42.250°S 73.000°W | Gulf of Corcovado             | |
| 43°17′S 73°0′W / 43.283°S 73.000°W | تشيلي                         | Mainland, Magdalena Island, و the mainland again |
| 49°1′S 73°0′W / 49.017°S 73.000°W  | الأرجنتين                     | |
| 50°46′S 73°0′W / 50.767°S 73.000°W | تشيلي                         | Mainland, Riesco Island و سانتا أينيس |
| 54°5′S 73°0′W / 54.083°S 73.000°W  | المحيط الهادئ                 | |
| 54°28′S 73°0′W / 54.467°S 73.000°W | تشيلي                         | Noir Island |
| 54°29′S 73°0′W / 54.483°S 73.000°W | المحيط الهادئ                 | |
| 60°0′S 73°0′W / 60.000°S 73.000°W  | المحيط الجنوبي                | |
| 69°40′S 73°0′W / 69.667°S 73.000°W | القارة القطبية الجنوبية       | جزيرة ألكسندر و mainland – المطالب الإقليمية بالقارة القطبية الجنوبية by الأرجنتين, تشيلي و المملكة المتحدة                                                                               |